# Canton de Guerlédan
Le canton de Guerlédan, précédemment appelé canton de Mûr-de-Bretagne, est une circonscription électorale française située dans le département des Côtes-d'Armor et la région Bretagne.

## Histoire
- Le canton de Mur est créé en 1801 et renommé en « canton de Mûr-de-Bretagne » en 1957[2].

- De 1833 à 1848, les cantons de Corlay, de Gouarec et de Mûr-de-Bretagne avaient le même conseiller général. Le nombre de conseillers généraux était limité à 30 par département[3].

- Un nouveau découpage territorial des Côtes-d'Armor entre en vigueur à l'occasion des élections départementales de mars 2015, défini par le décret du 13 février 2014[1], en application des lois du 17 mai 2013 (loi organique 2013-402 et loi 2013-403)[4]. Les conseillers départementaux sont, à compter de ces élections, élus au scrutin majoritaire binominal mixte. Les électeurs de chaque canton élisent au Conseil départemental, nouvelle appellation du Conseil général, deux membres de sexe différent, qui se présentent en binôme de candidats. Les conseillers départementaux sont élus pour 6 ans au scrutin binominal majoritaire à deux tours, l'accès au second tour nécessitant 12,5 % des inscrits au 1er tour. En outre la totalité des conseillers départementaux est renouvelée. Ce nouveau mode de scrutin nécessite un redécoupage des cantons dont le nombre est divisé par deux avec arrondi à l'unité impaire supérieure si ce nombre n'est pas entier impair, assorti de conditions de seuils minimaux[5]. Dans les Côtes-d'Armor, le nombre de cantons passe ainsi de 52 à 27. Le nombre de communes du canton de Mûr-de-Bretagne passe de 5 à 24.

- Le canton de Mûr-de-Bretagne est formé de communes des anciens cantons de Uzel (7 communes), de Mûr-de-Bretagne (5 communes), de Corlay (5 communes), de Plouguenast (3 communes) et de Loudéac (4 communes). Avec ce redécoupage administratif, le territoire du canton s'affranchissait des limites d'arrondissements, avec 19 communes incluses dans l'arrondissement de Saint-Brieuc et 5 dans l'arrondissement de Guingamp. Après la modification des arrondissements des Côtes-d'Armor par l'arrêté du 8 décembre 2016[6], le canton est désormais entièrement compris dans l'arrondissement de Saint-Brieuc.

- Le bureau centralisateur est situé à Guerlédan.
- Le canton prend sa dénomination actuelle par décret du 24 février 2021[7].

## Représentation

### Conseillers d'arrondissement (de 1833 à 1940)
Le canton de Mûr appartenait à l'arrondissement de Loudéac jusqu'à sa disparition en 1926.
| Période                                  | Période      | Identité                                    | Étiquette       | Qualité |
| ---------------------------------------- | ------------ | ------------------------------------------- | --------------- | --- |
| 1833                                     | 1848         | Joseph Marie Fraboulet                      |                 | Propriétaire à Mûr                                                                                          |
|                                          |              |                                             |                 | |
| av.1856                                  | 1868 (décès) | Jérôme Marie Calvary (de) Tilan (1784-1868) |                 | Avocat, propriétaire, maire de Mûr de 1830 à 1868}, ancien conseiller d'arrondissement du canton de Corlay  |
|                                          |              |                                             |                 | |
| 1904                                     | 1910         | M. Carré                                    | Droite          | Maire de Saint-Guen                                                                                         |
| 1910                                     | 1922         | M. Le Cerf                                  |                 | |
| 1922                                     | 1932 (décès) | Pierre-Marie Le Vaillant (1878-1932)        | RG              | Instituteur puis hôtelier, maire de Mûr                                                                     |
| 1932                                     | 1940         | Jean-Baptiste Le Potier                     | Union nationale | Cultivateur, conseiller municipal de Mûr-de-Bretagne                                                        |
| 1940                                     |              |                                             |                 | Les conseils d'arrondissement ont été suspendus par la loi du 12 octobre 1940 et n'ont jamais été réactivés |
| Les données manquantes sont à compléter. |              |                                             |                 | |

### Conseillers généraux de 1833 à 2015
| Période                                  | Période      | Identité                                      | Étiquette   | Qualité                                                                                  |
| ---------------------------------------- | ------------ | --------------------------------------------- | ----------- | ---------------------------------------------------------------------------------------- |
| 1833                                     | 1848         | Eustache-Marie Ollitrault-Dureste (1794-1878) |             | Propriétaire au Haut-Corlay                                                              |
| 1848                                     | 1870         | Guy Le Bris                                   |             | Propriétaire à Saint-Guen, juge de paix à Mur                                            |
| 1870                                     | 1876         | Luc Alfred Le Cerf (1805-1886)                |             | Propriétaire à Mur                                                                       |
| 1876                                     | 1901 (décès) | René Le Cerf (fils du précédent)              | Droite      | Propriétaire, maire de Mur Député (1888-1898)                                            |
| 1901                                     | 1940         | Hervé de Keranflec'h-Kernezné                 | URD         | Propriétaire Maire de Saint-Gilles-Vieux-Marché Sénateur (1912-1921) Député (1921-1924)  |
|                                          |              |                                               |             |                                                                                          |
| 1945                                     | 1946 (décès) | Hervé de Keranflec'h-Kernezné                 | FR          | Propriétaire Maire de Saint-Gilles-Vieux-Marché Sénateur (1912-1921) Député (1921-1924)  |
| 1947                                     | 1958         | Émile Devalan (1903-1959)                     | SFIO        | Négociant en produits agroalimentaires à Caurel                                          |
| 1958                                     | 1976         | Jean Quéré (1902-1996)                        | MRP puis RI | Menuisier, ancien résistant Maire de Mûr-de-Bretagne (1957-1971)                         |
| 1976                                     | 1988         | Michelle Le Brun                              | PS          | Adjointe au maire de Mûr-de-Bretagne                                                     |
| 1988                                     | 1994         | Loic Bertho                                   | RPR         | Chef d'entreprise à Guerlédan                                                            |
| 1994                                     | 2001         | Gaston Portefaix                              | UDF         | Directeur de camping Maire de Caurel                                                     |
| 2001                                     | 2015         | Monique Le Clézio                             | PS          | Agent immobilier Conseillère municipale de Saint-Guen Vice-présidente du Conseil général |
| Les données manquantes sont à compléter. |              |                                               |             |                                                                                          |

### Conseillers départementaux à partir de 2015
| Période élective | Période élective | Mandat    | Mandat    | Identité                        | Nuance | Nuance | Qualité |
| ---------------- | ---------------- | --------- | --------- | ------------------------------- | ------ | ------ | --- |
| 2015             | 2021             | 2015      | 2021      | Céline Guillaume                |        | LR     | Assistante maternelle, conseillère municipale d'Hémonstoir (2001-2008)                                                                    |
| 2015             | 2021             | 2015      | 2021      | Loïc Roscouët                   |        | LR     | Chef d'entreprise à Uzel, conseiller général du canton d'Uzel (2011-2015)                                                                 |
| 2021             | 2028             | 2021      | en cours  | Céline Guillaume                |        | LR     | Conseillère sortante |
| 2021             | 2028             | 2021      | juin 2022 | Hervé Le Lu (Mort en juin 2022) |        | DVD    | Musicien et directeur artistique, Maire de Guerlédan (2017-2022) Vice-président de la CA Loudéac Communauté − Bretagne Centre ( ? → 2022) |
| 2021             | 2028             | juin 2022 | en cours  | Loïc Roscouët (Remplaçant)      |        | LR     | Chef d'entreprise à Uzel, Conseiller général d'Uzel (2011-2015), conseiller départemental de Guerlédan (2015-2021)                        |

### Résultats détaillés

#### Élections de mars 2015
À l'issue du 1er tour des élections départementales de 2015, deux binômes sont en ballottage : Céline Guillaume et Loïc Roscouët (UMP, 36,24 %) et Monique Le Clezio et Fabris Trehorel (PS, 31,12 %). Le taux de participation est de 61,94 % (8 682 votants sur 14 016 inscrits) contre 56,24 % au niveau départementalet 50,17 % au niveau national.
Au second tour, Céline Guillaume et Loïc Roscouët (UMP) sont élus avec 60,99 % des suffrages exprimés et un taux de participation de 62,96 % (5 121 voix pour 8 823 votants et 14 013 inscrits).

#### Élections de juin 2021
Le premier tour des élections départementales de 2021 est marqué par un très faible taux de participation (33,26 % au niveau national). Dans le canton de Guerlédan, ce taux de participation est de 43,8 % (6 094 votants sur 13 914 inscrits) contre 39,37 % au niveau départemental. À l'issue de ce premier tour, deux binômes sont en ballottage : Céline Guillaume et Hervé Le Lu (DVD, 54,08 %) et Guenael Choupaux et Laure Ivanov (DVG, 32,82 %).
Le second tour des élections est marqué une nouvelle fois par une abstention massive équivalente au premier tour. Les taux de participation sont de 34,3 % au niveau national, 40,31 % dans le département et 44,7 % dans le canton de Guerlédan. Céline Guillaume et Hervé Le Lu (DVD) sont élus avec 61,95 % des suffrages exprimés (3 637 voix pour 6 219 votants et 13 914 inscrits),,. 

## Composition

### Composition avant 2015

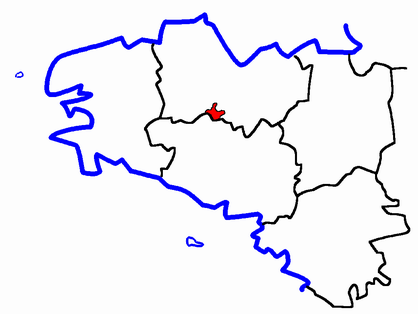
Situation du canton de Mûr-de-Bretagne dans le département des Côtes-d'Armor avant 2015.

Le canton de Mûr-de-Bretagne regroupait cinq communes.
| Nom                         | Code Insee | Codepostal | Superficie (km2) | Population (dernière pop. légale) | Densité (hab./km2) |
| --------------------------- | ---------- | ---------- | ---------------- | --------------------------------- | ------------------ |
| Mûr-de-Bretagne (chef-lieu) | 22158      | 22530      | 29,80            | 2 106 (2012)                      | 71                 |
| Caurel                      | 22033      | 22530      | 11,65            | 381 (2012)                        | 33                 |
| Saint-Connec                | 22285      | 22530      | 10,93            | 255 (2012)                        | 23                 |
| Saint-Gilles-Vieux-Marché   | 22295      | 22530      | 21,95            | 324 (2012)                        | 15                 |
| Saint-Guen                  | 22298      | 22530      | 17,95            | 458 (2012)                        | 26                 |

### Composition à partir de 2015
Après le redécoupage de 2014, le canton de Mûr-de-Bretagne comptait 24 communes entières.
À la suite de la fusion, au 1er janvier 2017, de Mûr-de-Bretagne et de Saint-Guen pour former la commune de Guerlédan, le nombre de communes descend à 23.
À la suite de la fusion, au 1er janvier 2019, de Plouguenast et de Langast pour former la commune de Plouguenast-Langast, le nombre de communes descend à 22.
| Nom                               | Code Insee | Intercommunalité                        | Superficie (km2) | Population (dernière pop. légale) | Densité (hab./km2) | Modifier                                    |
| --------------------------------- | ---------- | --------------------------------------- | ---------------- | --------------------------------- | ------------------ | ------------------------------------------- |
| Guerlédan (bureau centralisateur) | 22158      | CC Loudéac Communauté ? Bretagne Centre | 47,75            | 2 528 (2022)                      | 53                 | modifier les données · modifier les données |
| Allineuc                          | 22001      | CC Loudéac Communauté ? Bretagne Centre | 24,09            | 592 (2022)                        | 25                 | modifier les données · modifier les données |
| Caurel                            | 22033      | CC Loudéac Communauté ? Bretagne Centre | 11,65            | 355 (2022)                        | 30                 | modifier les données · modifier les données |
| Corlay                            | 22047      | CC Loudéac Communauté ? Bretagne Centre | 13,80            | 913 (2022)                        | 66                 | modifier les données · modifier les données |
| Gausson                           | 22060      | CC Loudéac Communauté ? Bretagne Centre | 16,71            | 648 (2022)                        | 39                 | modifier les données · modifier les données |
| Grâce-Uzel                        | 22068      | CC Loudéac Communauté ? Bretagne Centre | 7,95             | 429 (2022)                        | 54                 | modifier les données · modifier les données |
| Le Haut-Corlay                    | 22074      | CC Loudéac Communauté ? Bretagne Centre | 25,64            | 650 (2022)                        | 25                 | modifier les données · modifier les données |
| Hémonstoir                        | 22075      | CC Loudéac Communauté ? Bretagne Centre | 14,03            | 708 (2022)                        | 50                 | modifier les données · modifier les données |
| Merléac                           | 22149      | CC Loudéac Communauté ? Bretagne Centre | 30,03            | 463 (2022)                        | 15                 | modifier les données · modifier les données |
| La Motte                          | 22155      | CC Loudéac Communauté ? Bretagne Centre | 43,03            | 2 159 (2022)                      | 50                 | modifier les données · modifier les données |
| Plouguenast-Langast               | 22219      | CC Loudéac Communauté ? Bretagne Centre | 55,57            | 2 390 (2022)                      | 43                 | modifier les données · modifier les données |
| Plussulien                        | 22244      | CC Loudéac Communauté ? Bretagne Centre | 22,49            | 507 (2022)                        | 23                 | modifier les données · modifier les données |
| Le Quillio                        | 22260      | CC Loudéac Communauté ? Bretagne Centre | 16,16            | 591 (2022)                        | 37                 | modifier les données · modifier les données |
| Saint-Caradec                     | 22279      | CC Loudéac Communauté ? Bretagne Centre | 21,94            | 1 132 (2022)                      | 52                 | modifier les données · modifier les données |
| Saint-Connec                      | 22285      | CC Pontivy Communauté                   | 10,93            | 258 (2022)                        | 24                 | modifier les données · modifier les données |
| Saint-Gilles-Vieux-Marché         | 22295      | CC Loudéac Communauté ? Bretagne Centre | 21,95            | 315 (2022)                        | 14                 | modifier les données · modifier les données |
| Saint-Hervé                       | 22300      | CC Loudéac Communauté ? Bretagne Centre | 9,83             | 413 (2022)                        | 42                 | modifier les données · modifier les données |
| Saint-Martin-des-Prés             | 22313      | CC Loudéac Communauté ? Bretagne Centre | 20,30            | 321 (2022)                        | 16                 | modifier les données · modifier les données |
| Saint-Mayeux                      | 22316      | CC Loudéac Communauté ? Bretagne Centre | 30,63            | 460 (2022)                        | 15                 | modifier les données · modifier les données |
| Saint-Thélo                       | 22330      | CC Loudéac Communauté ? Bretagne Centre | 14,56            | 377 (2022)                        | 26                 | modifier les données · modifier les données |
| Trévé                             | 22376      | CC Loudéac Communauté ? Bretagne Centre | 26,63            | 1 680 (2022)                      | 63                 | modifier les données · modifier les données |
| Uzel                              | 22384      | CC Loudéac Communauté ? Bretagne Centre | 6,79             | 1 134 (2022)                      | 167                | modifier les données · modifier les données |
| Canton de Guerlédan               | 2210       |                                         | 492,46           | 19 023 (2022)                     | 39                 | modifier les données                        |

## Démographie

### Démographie avant 2015
| 1962  | 1968  | 1975  | 1982  | 1990  | 1999  | 2006  | 2011  | 2012  |
| ----- | ----- | ----- | ----- | ----- | ----- | ----- | ----- | ----- |
| 4 440 | 4 103 | 3 798 | 3 649 | 3 487 | 3 517 | 3 545 | 3 535 | 3 524 |

### Démographie depuis 2015
En 2022, le canton comptait 19 023 habitants, en évolution de +0,53 % par rapport à 2016 (Côtes-d'Armor : +1,78 %, France hors Mayotte : +2,11 %).
| 2013   | 2018   | 2022   |
| ------ | ------ | ------ |
| 19 246 | 18 866 | 19 023 |